# Microhyla butleri
Espèce
Synonymes
- Microhyla boulengeri Vogt, 1913
- Microhyla latastii Boulenger, 1920
- Microhyla grahami Stejneger, 1924
- Microhyla sowerbyi Stejneger, 1924
- Microhyla cantonensis Chen, 1929

Statut de conservation UICN

 LC  : Préoccupation mineure
Microhyla butleri est une espèce d'amphibiens de la famille des Microhylidae.

## Répartition
Cette espèce se rencontre :
- dans le sud de la République populaire de Chine ;
- à Taïwan ;
- à Hong Kong ;
- dans le nord-est de l'Inde ;
- en Birmanie ;
- au Cambodge ;
- au Laos ;
- au Viêt Nam ;
- en Thaïlande ;
- en Malaisie péninsulaire ;
- à Singapour.

## Description
Microhyla butleri mesure environ 20 mm. Son dos est gris. Ses flancs et ses membres sont rosâtres et présentent des taches symétriques. Son ventre est blanchâtre. Sa gorge et son poitrail sont tachetés de brun foncé.

## Étymologie
Son nom d'espèce, butleri, lui a été donné en l'honneur d'Arthur Lennox Butler, conservateur au muséum d’État de Selangor.

## Publications originales
- Boulenger, 1900 : Descriptions of new Batrachians and Reptiles from the Larut Hills, Perak. Annals and Magazine of Natural History, sér. 7, vol. 6, p. 186-193 (texte intégral).
- Boulenger, 1920 : Descriptions of three new frogs in the collection of the British Museum. Annals and Magazine of Natural History, sér. 9, vol. 6, p. 106-108 (texte intégral).
- Chen, 1929 : Description of a new species of Microhyla from Kwangtung, South China. China Journal of Science & Arts, vol. 10, p. 338-339.
- Stejneger, 1924 : Herpetological novelties from China. Occasional Papers of the Boston Society of Natural History, vol. 5, p. 119-121 (texte intégral).
- Vogt, 1913 : Über die Reptilien und Amphibienfauna der Insel Hainan. Sitzungsberichte der Gesellschaft Naturforschender Freunde zu Berlin, vol. 1913, p. 222-229 (texte intégral).